# Huameuang
Huameuang es un distrito de la provincia de Houaphan, Laos. A 1 de marzo de 2015 tenía una población censada de 32 680 habitantes.
Se encuentra ubicado al noreste del país, cerca de la orilla del río Nam Sam y de la frontera con Vietnam.